# Aplidium nadaense
Aplidium nadaense is een zakpijpensoort uit de familie van de Polyclinidae. De wetenschappelijke naam van de soort is voor het eerst geldig gepubliceerd in 1980 door Nishikawa.